# Carl Nielsen
Carl Nielsen, född 9 juni 1865 i Nørre Lyndelse på Fyn, död 3 oktober 1931 i Köpenhamn, var en dansk tonsättare.
Nielsen brukar betraktas som Danmarks nationaltonsättare, på samma sätt som Grieg i Norge, Alfvén i Sverige och Sibelius i Finland. Till skillnad från dessa utvecklade Nielsen ett tonspråk och ett kompositionssätt på klassicistisk grund med viss modernistisk prägel. Därmed skiljer sig Nielsen markant från de andra tre nämnda "nationaltonsättarna".

## Liv och verk
Carl Nielsen skrev två operor, sex symfonier samt annan orkestermusik och kammarmusik. Han tonsatte också en mängd dikter och psalmer och är flitigt representerad i danska psalm- och sångböcker.
Nielsens kanske mest kända stycke är Taagen letter (Dimman lättar), ett småstycke för flöjt och harpa ur skådespelsmusiken till Helge Rodes Moderen (1920). Ett något mindre känt är kantaten, kallad "lyrisk humoresk", Fynsk Foraar (Vår på Fyn) för orkester, kör och barnkör. 
Carl Nielsen var gift med skulptören Anne Marie Carl-Nielsen. Han var vän med den svenske tonsättaren och dirigenten Wilhelm Stenhammar, och var några gånger gästdirigent för Stenhammars orkester, nuvarande Göteborgs Symfoniker.

## Utmärkelser
Asteroiden 6058 Carlnielsen är uppkallad efter honom.
- Kommendör av Dannebrogorden,  1925

[Redigera Wikidata]

## Verkförteckning

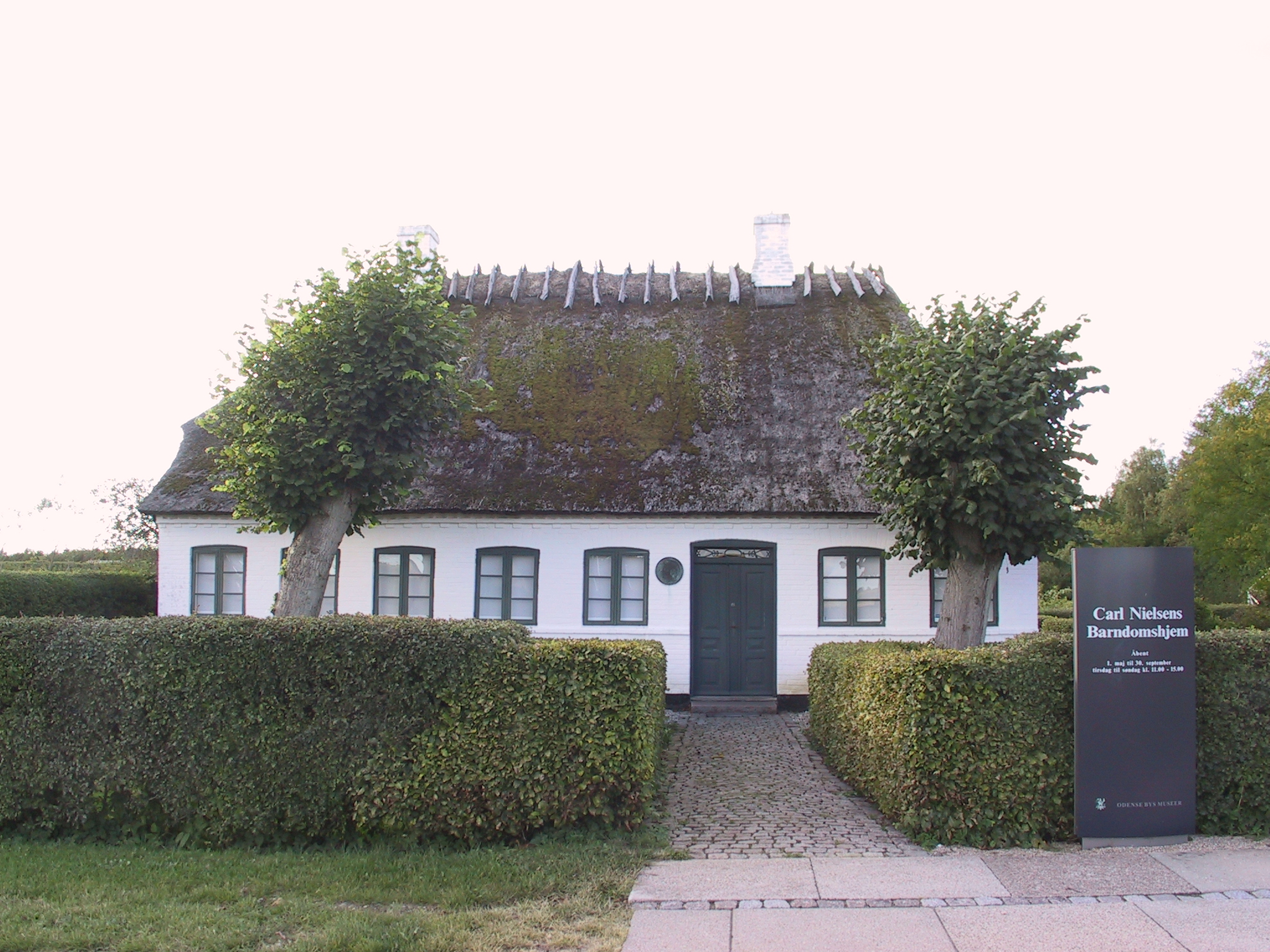
Carl Nielsens barndomshem, nära Ringe, numera museum.

Se även Verkförteckning för Carl Nielsen.

### Orkesterverk
- Symfoni nr 1 (1891-92)
- Symfoni nr 2 – De fire Temperamenter  (1901–02)
- Symfoni nr 3 – Sinfonia Espansiva  (1910–11)
- Symfoni nr 4 – Det Uudslukkelige  (1914–16)
- Symfoni nr 5 (1920–22)
- Symfoni nr 6 – Sinfonia Semplice  (1924–25)

#### Annan orkestermusik
- Liten svit, op. 1 (a-moll), för stråkar (1888, rev. 1889)
- Förspel till Snefrid (Holger Drachmann) (1893)
- Helios-Ouvertyr, op. 17 (1903)
- Saga Dröm, op. 39 (1907/8)
- Andante lamentoso – Ved en ung Kunstners Baare. För stråkar (1910)
- Pan och Syrinx, op. 49 (1917–18)
- Rhapsodisk Ouvertyr En Fantasirejse til Færøerne (1927)
- Bøhmisk-Dansk Folketone. Stråkorkester (1928)

### Konserter
- Violinkonsert, op. 33 (1911)
- Flöjtkonsert (1926, rev. julen 1926–januari 1927)
- Klarinettkonsert, op. 57 (1928)

### Kör
- Hymnus amoris, op. 12 (A. Olrik/J. L. Heiberg) (1896)
- Søvnen, op. 18, blandad kör och orkester (Johannes Jørgensen) (1903–04)
- Tre motetter, op. 55, blandad kör a cappella (Bibeln)

### Piano
- 2 karaktärstycken (1880)
- 5 pianostycken, op. 3 (1890)
- Symfonisk svit, op. 8 (1894)
- Humoreske Bagateller, op. 11 (1896)
- Fest-Preludium Vid Sekelskiftet (1900)
- Drömmen om Glada Julen (1905)
- Chaconne, op. 32 (1916-17)
- Tema med Variationer, op. 40 (1917)
- Svit Den luciferiske, op. 45 (1919)
- Pianomusik for Små och stora, häfte 1-2, op. 53 (1929)
- Pianostycke i C-dur (1930-31?)
- Tre pianostycken, op. 59 posth. (1928)

### Orgelmusik
- 29 preludier, op. 51 (1929)
- 2 preludier (1930)
- Commotio, op. 58 (1931)

### Kammarmusik
- Pianotrio i G-dur (1880-83)
- 2 fantasistycken, op. 2 för oboe och piano (1890)
- Canto serioso, för horn (eller cello) och piano (1913)
- Stråkkvartett i d-moll (1880–83)
- Stråkkvartett i F-dur (1888)
- Stråkkvartett nr 1 i f-moll, op. 5 (1890)
- Stråkkvartett nr 2 i g-moll, op. 13 (1888, rev. 1898)
- Stråkkvartett nr 3 i Ess-dur, op. 14 (1897–98)
- Stråkkvartett nr 4 i F-dur, op. 44 (1906, rev. 1919)
- Stråkkvintett i G-dur (1888)
- Serenata in vano [Forgæves serenade] for 5 instrumenter (1914)
- Blåskvintett, op. 43 (1922)
- Violinsonat i G-dur (1880–83)
- Violinsonat nr 1 i A-dur, op. 9 (1895)
- Violinsonat nr 2 i g-moll, op. 35 (1912)
- Preludium och Tema med Variationer, op. 48 för violin (1923)
- Preludio e Presto, op. 52 för violin (1927–28)

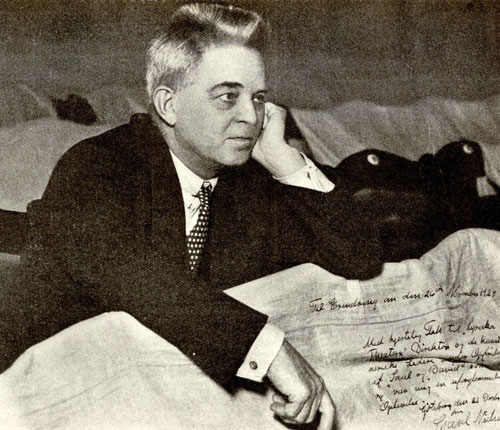
Carl Nielsen åhör repetitionen av Saul og David på Stora Teatern, Göteborg 1928.

### Operor
- Saul och David (1902)
- Maskarade (Maskerad) (1906) - Betraktas som en dansk nationalopera.

## Psalmer i svenska psalmböcker etc
- Därför att Ordet bland oss bor (1986 nr 377), tonsatt 1919
- Förunderligt och märkligt (Psalmer och sånger nr 490)
- Giv mig, o Gud, ett hjärta rent (FA:s sångbok 1990 nr 400) samma melodi används även till:
  - Jag vet en väg till salighet (Psalmer och sånger nr 422)
- Vi till ditt altarbord bär fram (1986 nr 73), tonsatt 1915